# Dyctidea intermedia
Dyctidea intermedia är en insektsart som beskrevs av Philip Reese Uhler 1889. Dyctidea intermedia ingår i släktet Dyctidea och familjen sköldstritar. Inga underarter finns listade i Catalogue of Life.